# Mina POM-3
La POM-3 "Medallón" (ПOM-3, en ruso: Противопехотная Осколочная Мина, lit. "mina de fragmentación antiinfantería") es una mina antipersonal rusa. 

## Diseño
La POM-3 es una mina dispersable de forma aproximadamente cilíndrica, capaz de ser desplegada desde el aire o por fuerzas terrestres. El lanzacohetes colocador de minas ruso ISDM Zemledelie, en servicio desde 2021, puede desplegar las minas en un rango de 5 a 15 km. Una vez que la mina toca el suelo, estabilizada por un pequeño paracaídas, se mantiene en posición vertical sobre seis patas accionadas por resorte sobre suelo duro, o se clava en el suelo si es blando.
La mina se activa mediante un sensor sísmico introducido en el suelo. El sensor detecta pasos que se acercan y activa la mina si determina que una persona se encuentra dentro del alcance letal (unos 16 metros). Tras la activación, se expulsa una carga de fragmentación al aire y explota. La mina tiene una espoleta de autodestrucción que la detona 8 o 24 horas después de su despliegue.
La POM-3 pesa 1,3 kg y tiene una vida útil de 11 años.

## Uso en la guerra
Human Rights Watch informó en marzo de 2022 que las fuerzas rusas en el óblast oriental de Járkov utilizaron minas POM-3 en la invasión rusa de Ucrania. El uso de minas antipersonal está prohibido por el Tratado de Ottawa, del que Ucrania, pero no Rusia, es parte.